# Сельское поселение Красноармейское (Самарская область)
Сельское поселение Красноармейское — муниципальное образование в Красноармейском районе Самарской области.
Административный центр — село Красноармейское.

## Административное устройство
В состав сельского поселения Красноармейское входят:
- село Красноармейское,
- посёлок Любицкий.